# Chodovlice
Chodovlice (deutsch Chodolitz) ist eine Gemeinde in Tschechien.

## Geographie
Sie liegt in 200 m ü. M. drei Kilometer südlich der Stadt Třebenice im Böhmischen Mittelgebirge und gehört zum Okres Litoměřice. Das Dorf in einer Hanglage der Hasenburger Tafel am rechten Ufer der Modla (Model) wird von Obstplantagen und Streuobstwiesen umgeben.

## Geschichte
Die erste urkundliche Erwähnung von Chodovlice findet sich in einer Schenkungsurkunde Vladislav II. an das Kloster St. Georg in Prag aus dem Jahre 1157.
Chodovlice ist ein Platzdorf. Auf dem Anger steht die 1822 erbaute Bartholomäuskapelle mit Glockenturm. Im Jahre 1910 hatte der Ort 399 Einwohner.

## Sehenswürdigkeiten
Zwei Kilometer östlich des Dorfes, auf halbem Wege nach Úpohlavy liegt an der Modla die Wiesenmühle (Lucký mlýn). Die von alten Bäumen umgebene Mühle ist eine der wenigen erhaltenen Wassermühlen an dem Flüsschen. Die herrschaftliche Mühle der Zajíc von Hasenburg wurde 1695 an Jan Šašek verkauft und ist seither im Besitz der Familie Šašek. Das historische Gebäudeensemble wurde um 2000 saniert.

## Söhne und Töchter der Gemeinde
- Josef Věnceslav Vlasák (1802–1871), tschechischer Schriftsteller und Pädagoge